# Імператор Дзюнна
Імператор Дзю́нна (яп. 淳和天皇, じゅんなてんのう, дзюнна тенно; 786 — 11 червня 840) — 53-й Імператор Японії, синтоїстське божество. Роки правління: 9 червня 823 — 22 березня 833. Відомий також як імператор Сай.
Син імператора Камму та Фудзівара но Табіко. У віці 2 років втратив матір. Замолоду звався принц Отомо. 798 року відбулася церемонія його повноліття (гемпуку). Невдовзі за цим призначається міністром церемоніальних справ. 808 року призначається міністром центральних справ. 810 року стає спадкоємцем трону. 
823 року після зречення імператора Саґи перебрав владу. Але при цьому вимушен був змиритися з рішення останнього, який призначив спадкоємцем імператора Дзюнна свого сина — принца Масару. 
Приділяв багато уваги місцевим справам, збільшенню податкових надходження, а також поліпшенню землекористуванням. Значний вплив мали міністри Фудзівара но Оцуґу і Кійохара но Нацуно.
833 року зрікся влади, призначивши перед тим спадкоємцем принца Масару, що став відомий як імператор Німмьо, свого сина принца Цунесаду.
У нього було шість імператриць та дружин, які народили 13 дітей.